# Henry Hall (acteur)
Pour les articles homonymes, voir Henry Hall et Hall.
Henry Hall est un acteur américain né le 5 novembre 1876 à Washington Township au Missouri et décédé le 11 décembre 1954 à Woodland Hills en Californie.

## Filmographie partielle
- 1925 : The Primrose Path de Harry O. Hoyt : l'officier du tribunal
- 1929 : Je suis un assassin de William K. Howard : Harold Everett Porter
- 1930 : Hot Curves de Norman Taurog : le propriétaire de l’équipe de baseball
- 1930 : À la hauteur de Clyde Bruckman et Harold Lloyd : M. Endicott
- 1930 : Going Wild de William A. Seiter : le représentant des hôtels Breakers
- 1931 : Âmes libres de Clarence Brown : le détective
- 1931 : Élection orageuse (Politics) de Charles Reisner : le sergent de police
- 1931 : Grief Street de Richard Thorpe : Dr Wattles
- 1931 : Amour et Devoir (In Line of Duty) de  Bert Glennon : l'inspecteur
- 1931 : Le Reportage tragique d'Erle C. Kenton : l'éditeur Martin
- 1932 : Un cri dans la nuit : le chef de police
- 1932 : Night Court de W. S. Van Dyke : l'homme du comité
- 1932 : The Hurricane Express : le médecin
- 1932 : Le Treizième Invité : le sergent de police
- 1932 : Thrill of Youth : le médecin
- 1932 : Apache, cheval de la mort (en) d'Otto Brower : le conducteur de train
- 1932 : Young Blood : le maire de Grass Valley
- 1932 : Prospérité : Bill
- 1932 : The Secrets of Wu Sin : Bains
- 1932 : Lawyer Man : un juré
- 1933 : Mystérieux Week-end : Bailiff
- 1933 : La Déchéance de miss Drake : le juge
- 1933 : Le Retour de l'étranger : Farmhand
- 1933 : Notorious but Nice : le médecin à domicile
- 1933 : Murder on the Campus : Lawyer Bailey
- 1933 : Sitting Pretty : l'invité à la fête
- 1933 : Son dernier combat (en) (King for a Night) de Kurt Neumann : l'avocat de la défense
- 1933 : Justice pour un innocent : Dad Blake
- 1934 : Beggars in Ermine : le secrétaire
- 1934 : Stolen Sweets : le ministre
- 1934 : Perdus dans la jungle : l'officier de la marine
- 1934 : Panique à Yucca City : un villageois
- 1934 : Fighting to Live d'Edward F. Cline
- 1934 : Notre pain quotidien : Frank le charpentier
- 1934 : Inside Information : M. Seton
- 1934 : Un rude cow-boy (The Dude Ranger) d'Edward F. Cline
- 1934 : The Return of Chandu : le conservateur du musée
- 1935 : Northern Frontier : le vieux trappeur
- 1935 : L'Empire des fantômes : le haut prêtre
- 1935 : Outlaw Rule : l'abbé Link
- 1935 : West Point of the Air : l'officier de l’armée à la Cour martiale
- 1935 : Le Cavalier miracle : Dr Parkins
- 1935 : Les Hors-la-loi : le chauffeur de la police
- 1935 : The Desert Trail : Farnsworth
- 1935 : Le Tueur du Montana (Gunsmoke) : George Culverson
- 1935 : Les Hommes traqués : le patron du restaurant
- 1935 : La Joyeuse Aventure : l'officier de la marine de Newsreel
- 1935 : Les Loups du désert (Westward Ho) de Robert N. Bradbury : l'officier d'État
- 1935 : Le Chant du Far West (Tumbling Tumbleweeds) de Joseph Kane : Nester Leader
- 1935 : Un danger public : le détective
- 1935 : Murder by Television : Hammond
- 1935 : Mary Burns, la fugitive : un touriste
- 1935 : Splendeur : le vieil homme dans la boîte
- 1936 : The Lawless Nineties : Dr Burgher
- 1936 : La Chevauchée solitaire (The Lonely Trail) de Joseph Kane : l’officier
- 1936 : La Ville fantôme (Winds of the Wasteland) : un citoyen
- 1936 : Earthworm Tractors : le banquier
- 1936 : Zorro l'Indomptable : señor Loring
- 1936 : Le Pilote X : Henry Goering
- 1936 : General Spanky : le maître d'esclave
- 1937 : Justice des montagnes (Mountain Justice) : Squire Moss
- 1937 : Alerte aux banques : J.C. Harrington
- 1937 : Le Dernier Train de Madrid : Diaz
- 1937 : La ville gronde : le spectateur du tribunal
- 1937 : Millionnaire à crédit (You're a Sweetheart) : Wellwisher
- 1938 : Crépuscule : l'homme à l'assemblée
- 1938 : Têtes de pioche
- 1939 : Chip of the Flying U de Ralph Staub
- 1940 : La Caravane héroïque : l’officier de l'Union
- 1940 : La Piste de Santa Fe : l'abolitionniste
- 1941 : Le Dragon récalcitrant : le policier des studios
- 1941 : Le Vol du grand rapide (The Great Train Robbery) : Mack
- 1941 : Pirates à cheval : shérif John Blake
- 1941 : Sergent York : le montagnard
- 1942 : Le Caïd : M. Carter
- 1942 : La Dame de Broadway : juge John Marsh
- 1943 : Silent Witness : Juge
- 1943 : L'Homme-singe (The Ape Man) de William Beaudine : Dr George Randall
- 1943 : Johnny le vagabond (Johnny Come Lately) : Old Timer
- 1943 : L'Étoile du Nord : un fermier
- 1944 : What a Man! : Andy Johnson
- 1944 : L'Esprit diabolique (Voodoo Man) de William Beaudine : le shérif
- 1944 : L'Odyssée du docteur Wassell : le vieil homme sur la photo
- 1944 : Heavenly Days : un sénateur
- 1944 : Dead or Alive (en) : juge Henry Wright
- 1945 : Apology for Murder : le gardien de prison
- 1945 : Abbott et Costello à Hollywood : Tenant
- 1945 : Les Quatre Bandits de Coffeyville : U.S. Marshal de Coffeyville
- 1945 : San Antonio : Cattleman
- 1946 : Larceny in Her Heart : Dr F.C. Porter
- 1947 : Au carrefour du siècle : général Brehon Somervell
- 1947 : Embrassons-nous : le gentleman âgé
- 1947 : Le Charlatan : l'ami de Lilith
- 1947 : Le Mur des ténèbres : révérend Holmsby
- 1948 : Le Justicier de la Sierra : Wells
- 1948 : La mariée est folle : révérend Brown
- 1948 : Le Pénitencier du Colorado (Canon City) de Crane Wilbur : le capitaine
- 1948 : Mon héros : Thadeus Drumman
- 1948 : Tragique Décision : un membre du congrès
- 1949 : L'Indésirable Monsieur Donovan : le maire
- 1949 : Panique sauvage au far-west (en) (Stampede) de Lesley Selander : le juge
- 1950 : La Scandaleuse Ingénue : le membre de la faculté